# Mantitheus taiguensis
Mantitheus taiguensis is een keversoort uit de familie Vesperidae. De wetenschappelijke naam van de soort werd in 2000 gepubliceerd door Wu & Chiang.